# 소와강

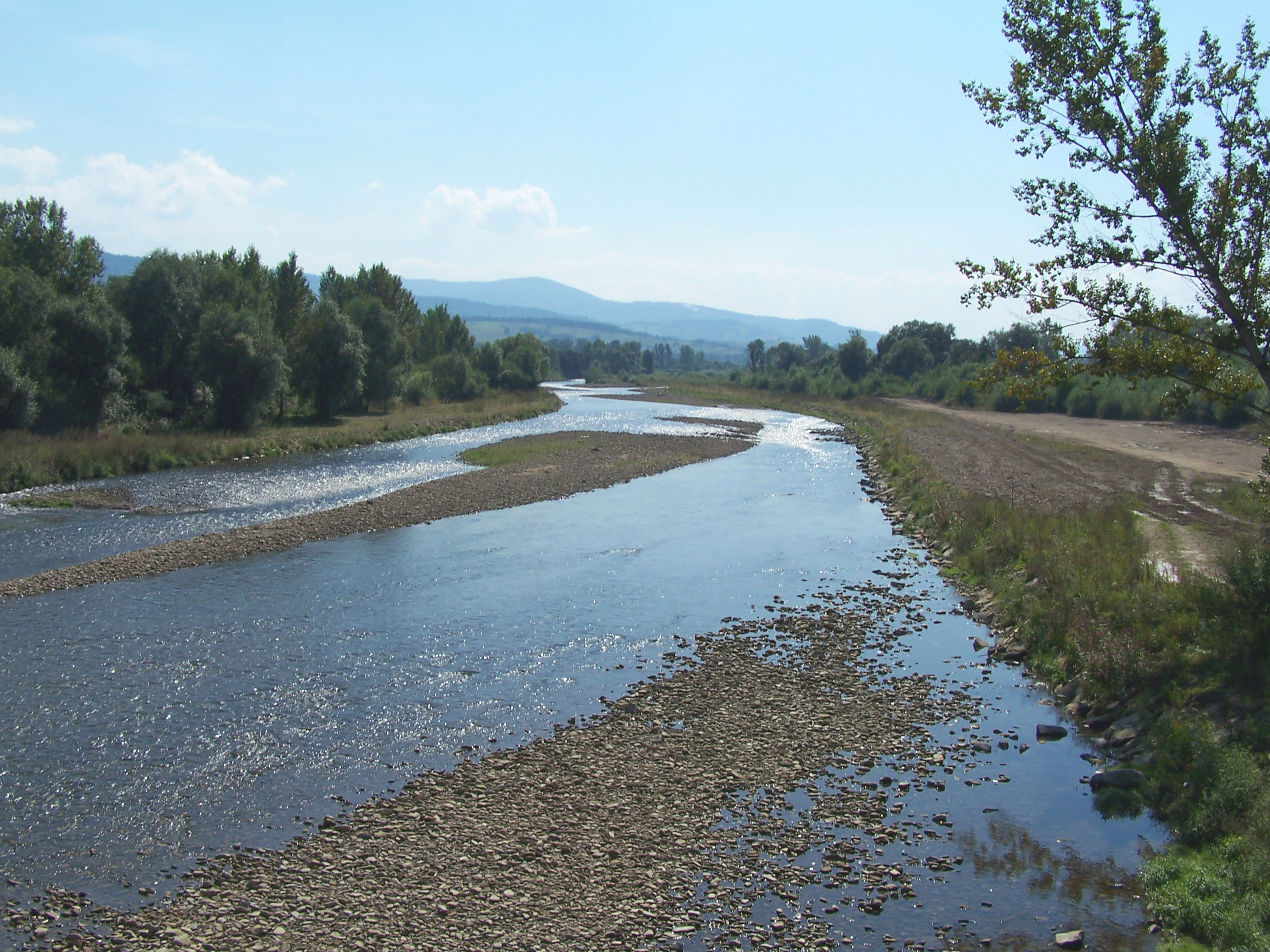
소와강

소와강(폴란드어: Soła)은 폴란드 남부의 강으로 비스와강의 오른쪽 지류다.
강은 아우슈비츠 강제 수용소에서 몇 미터 떨어진 곳을 흐른다. 아우슈비츠 비르케나우 박물관은 수용소에서 살해된 사람들의 유해와 뼈를 강에 버리는 일이 잦았다고 알려주고 있다.